# Саламанкска школа
Саламанкската школа (на испански: Escuela de Salamanca) е интелектуално движение в Испания и Португалия от XVI век, основаващо се на дейността на богослова Франсиско де Витория.
В областта на икономиката, теоретична основа на учението на Саламанкската школа са отговорите и коментарите по тях на 77-и и 78-и въпрос („За измамата, извършвана при от покупки и продажби“ и „За греха на лихварството, извършван при даването на заем“) от втората част на „Сума на теологията“ на Тома Аквински.